# K-Meleon
K-Meleon é um navegador web (browser) baseado no Gecko e no Mozilla Firefox para Windows. Tem licença GPL. É no Windows o equivalente aos navegadores Epiphany (para GNOME) e Mozilla Camino (para Mac OS X), pois ao invés de usar a linguagem XUL para desenhar sua interface, se utiliza das ferramentas (botões, menus) nativas do sistema.